# Али Халафала
Али Ахмед Махмуд Али Халафала (арап. علي خلف الله, романизовано Ali Ahmed Mahmoud Ali Khalafalla; Каиро, 13. мај 1996) египатски је пливач чија ужа специјалност су спринтерске трке слободним стилом. 

## Спортска биографија
На међународној сцени дебитовао је на светском првенству у Казању 2015. где се такмичио у три дисциплине. На 50 слободно био је 33. у квалификацијама (време 22,88 секунди), док је на дупло дужој деоници од 100 слободно испливао време од 50,84 секунди што је било довољно тек за 53. место. Годину дана касније био је део египатског олимпијског тима на ЛОИ 2016. у Рио де Жанеиру, такмичио се у квалификацијама трке на 50 слободно и са временом од 22,25 секунди заузео је укупно 23. место и није успео да се пласира у полуфинале.   
Најбољи резултат на светским првенствима постигао је у Будимпешти 2017. где се такмичио у трци на 50 слободно у којој је пливао у квалификацијама у времену 22,23 секунди, што је било довољно за 18. место, са заостатком од свега 0,05 секунди иза 16-опласираног Кристијана Такача. Пливао је још и за египатску штафету на 4×100 слободно која је заузела 15. место у квалификацијама са временом новог националног рекорда од 3:18,23 минута.
Највећи успех у дотадашњој спортској каријери постигао је на Медитеранским играма 2018. у Тарагони где је освојио бронзану медаљу у трци на 50 метара слободним стилом, поставши уједно и првим египатским пливачем у историји који је ту деоницу испливао за мање од 22 секунди (време од 21,97 секунди). Потом је освојио 4 титуле континенталног првака на Афричком првенству у Алжиру. У децембру исте године на Светском првенству у малим базенима у Хангџоуу успео је да се пласира у полуфинале трке на 50 метара слободним стилом. 
Трећи узастопни наступ на светским првенствима у великим базенима је имао у корејском Квангџуу 2019. где се такмичио у три дисциплине. Најбољи резултат је постигао у трци на 50 слободно коју је окончао на 13. месту у полуфиналу. Трку на 100 слободно је завршио у квалификацијама на 26. месту, а пливао је и за египатску штафету на 4×100 мешовито која је заузела 24. место у квалификацијама.  
На Афричким играма у Рабату 2019. освојио је чак седам меаља, укључујући и једну златну у трци на 50 метара слободнимс тилом.  